# 荒井健太郎
荒井 健太郎（あらい けんたろう、1996年9月9日 - ）は、日本の元子役、元俳優。
セントラル子供タレント所属していた。観月ありさ版サザエさんのカツオ役で知られる。
2018年から映像コンテンツ権利処理機構に連絡のとれない権利者として掲載されている。

## 出演

### テレビドラマ
- 遠い夏の日（BS-i）
- おいしい殺し方教えます（BSフジ）生徒 役
- 大河ドラマ 新選組!（2004年、NHK）
- 怪奇事件特捜チームS・R・I 嗤う火だるま男（BSフジ）
- ウルトラマンマックス（2005年、TBS）
- 二十四の瞳（2005年8月2日、日本テレビ）大石並木 役
- あなたの涙そうそう（2005年、TBS）ひろし 役
- 考古の法廷（2005年、サイエンスチャンネル）
- 愛の劇場 吾輩は主婦である（2006年5月22日 - 7月14日、TBS）矢名じゅん 役
- 金曜エンタテイメント 壁ぎわ税務官（2006年7月14日、フジテレビ）鐘野成木（幼少） 役
- ユキポンのお仕事（2007年4月 - 7月、テレビ東京）
- 日曜劇場 冗談じゃない!（2007年4月15日 - 6月24日、TBS）山田朗 役
- 受験の神様（2007年7月 - 9月、日本テレビ）中尾和樹 役
- 夢路（2007年、TBS）
- 栞と紙魚子の怪奇事件簿 第11話（2008年3月15日、日本テレビ）涼太 役
- 天地人（2009年、NHK）少年時代の桜井晴吉 役
- BOSS（2009年、フジテレビ）
- サザエさん（2009年11月15日、フジテレビ）磯野カツオ 役
  - サザエさん2（2010年8月8日）
  - サザエさん3（2011年1月2日）

### バラエティ
- いないいないばあっ!（NHK教育テレビ）ガーオ 役
- 味楽る!ミミカ（2006年9月4日 - 2007年2月、NHK教育テレビ）
- おはスタ（2007年、テレビ東京）おはキッズ

### 映画
- 渋谷物語 （2005年）
- 姑獲鳥の夏（2005年）
- ケータイ刑事THE MOVIE
- Dear Friends（2007年）タカシ 役

### CM
- 味の素 健康サララ
- エプソン ベルマーク運動
- KOKUYO たまほっち
- 日本経済新聞
- 養命酒 MA

### プロモーションビデオ
- V6「UTAO-UTAO」（2005年6月22日）